# Oscar Shumsky
Oscar Shumsky (Filadelfia, 23 marzo 1917 – New York, 24 luglio 2000) è stato un violinista statunitense.
Figlio di immigrati russo-ebraici, è stato attivo anche come insegnante e direttore d’orchestra.

## Biografia
Oscar Shumsky iniziò a studiare il violino all’età di tre anni, e fece il suo debutto concertistico all’età di sette anni. Dal 1925 al 1930 fu allievo di Leopold Auer al “Curtis Institute of Music” e alla sua morte continuò a studiare con Efrem Zimbalist fino al 1936. 
Al 1934 risale il suo debutto a New York, al 1936 quello a Vienna.  
Nel 1939 dopo un viaggio in Europa, si unì alla NBC Symphony Orchestra sotto Arturo Toscanini, dove fu membro fino al 1942. Nello stesso 1939, su invito di William Primrose, divenne il primo violino del ‘’Quartetto Primrose’’, con Joseph Gingold, William Primrose e Harvey Shapiro. 
Durante la Seconda Guerra Mondiale Shumsky prestò servizio nella Marina militare degli Stati Uniti, dopo riprese la sua carriera come solista. Ha effettuato registrazioni in studio con la RCA Victor Symphony Orchestra e la Columbia Symphony Orchestra ed è apparso alla radio, spesso accompagnato dal pianista Earl Wild. Nel 1959, insieme a Glenn Gould e Leonard Rose, è stato co-direttore del Stratford Festival di Toronto. Il suo debutto alla direzione risale al 1959 con la Canadian National Festival Orchestra.
Insegnò al Peabody Conservatory di Baltimora; dal 1953 alla Juilliard School di New York; dal 1961 al 1965 al Curtis Institute di Filadelfia e dal 1975 al 1981 alla Yale University. Nel 1965 gli è stato assegnato il Ford Foundation Award. Tra i suoi studenti vi sono Steven Staryk, Kathleen Lenski, Elliot Chapo, Ida Kavafian, Eugene Drucker e Philip Setzer (dell’Emerson Quartet), mentre il figlio Eric Shumsky divenne noto come violista. Spesso si è esibito con il pianista e direttore d'orchestra Ernest Schelling. Dopo un periodo di riflessione lontano dai palcoscenici, ritornò ai concerti e alle registrazioni nel 1981. 
Il suo violino fu lo Stradivari del 1715 “Rode, Duke of Cambridge”. Il violino è stato precedentemente di proprietà di Pierre Rode, ma utilizzò anche un violino di Enrico Rocca.